# Đào Thị Thủy Tiên
Đào Thị Thủy Tiên (sinh 1998 tại thị xã Cẩm Phả, tỉnh Quảng Ninh) là nữ kỳ thủ cờ tướng Việt Nam, thuộc đội tuyển cờ tướng tỉnh Quảng Ninh. Chị là nhà vô địch quốc gia năm 2020.

## Tiểu sử
Thủy Tiên hiện đang học tập tại đại học Thể dục Thể thao Bắc Ninh.

## Sự nghiệp thi đấu
Thủy Tiên là thành viên của tuyển cờ Quảng Ninh từng giành nhiều huy chương tại các giải đấu toàn quốc như: HCV Cờ Nhanh toán quốc 2018 (Vũng Tàu); HCV Cờ chớp toàn quốc 2019 (Phú Quốc); và vô địch quốc gia năm 2020 (Vũng Tàu) sau 1 ván thua và 6 ván thắng. Đây là chức vô địch đầu tiên của tuyển nữ Quảng Ninh ở giải Vô địch cờ tướng toàn quốc nội dung cờ tiêu chuẩn.